# Vela-supernovarestant

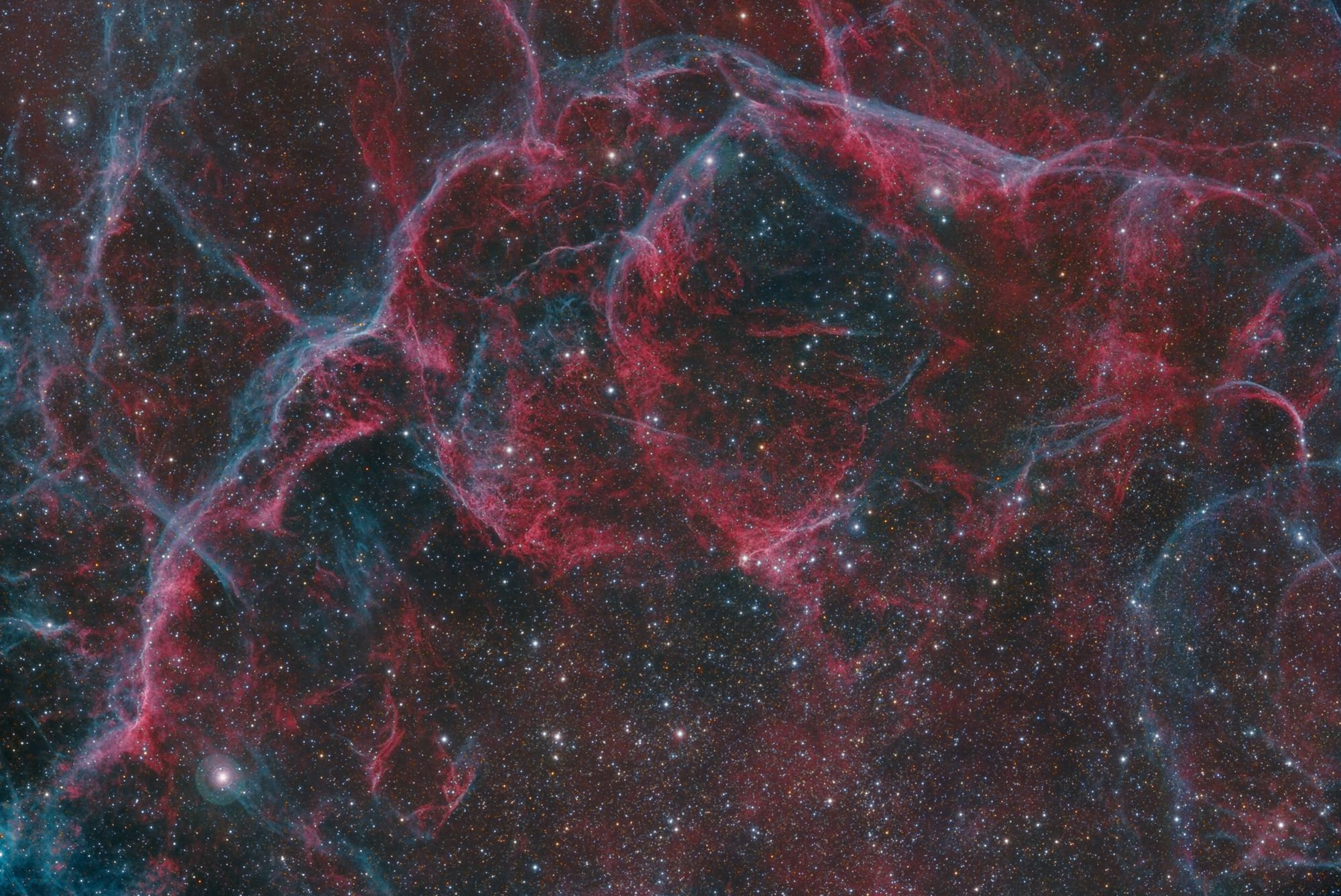
Foto van het noordelijk deel van de Vela-supernovarestant

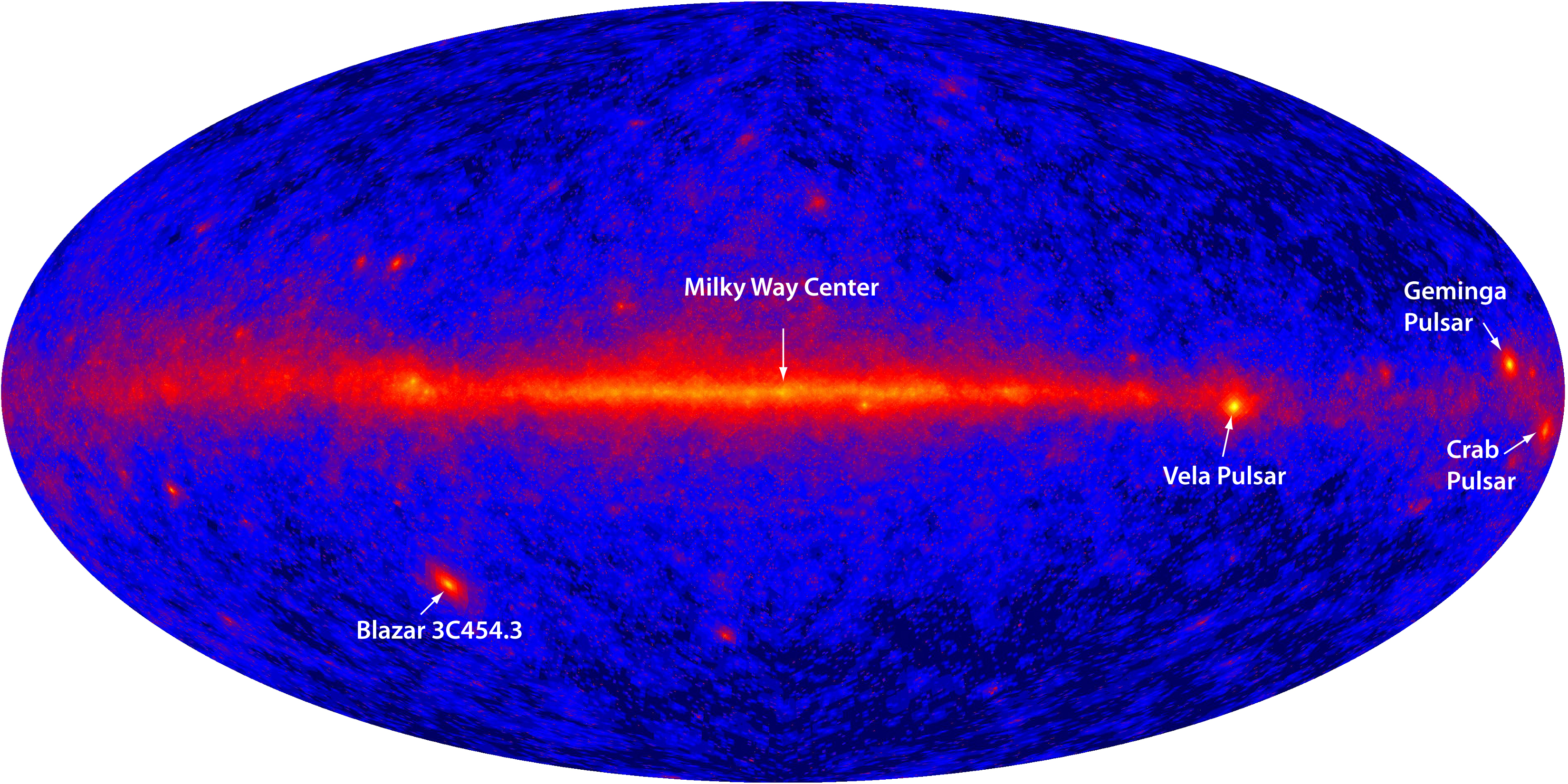
De verdeling van gamma-straling in de Melkweg met de locatie van de Vela pulsar.

De Vela-supernovarestant is een supernovarest in het sterrenbeeld Zeilen (Vela). De nevel is een restant van een supernova die 11.000 tot 12.300 jaar geleden plaatsgevonden heeft. De ontdekking in 1968 dat de Vela-pulsar is geassocieerd met deze supernovarest bewees dat neutronensterren ontstaan uit supernova's.
De restant, die een diameter heeft van 8°, ligt in de veel grotere Gumnevel (diameter 36°), een HII-gebied.
Een van de filamenten van de restant kreeg de naam NGC 2736.